# Spitzenausgleich-Effizienzsystemverordnung
Die deutsche Spitzenausgleich-Effizienzsystemverordnung ist eine Rechtsverordnung des Bundesministeriums für Wirtschaft und Klimaschutz aus dem Jahr 2013. Sie benennt die Voraussetzungen, unter denen für bestimmte Unternehmen in Sonderfällen eine Steuerentlastung gewährt wird.
Energieintensive Unternehmen des produzierenden Gewerbes erhalten über den sogenannten Spitzenausgleich einen Teil der von ihnen entrichteten Strom- und Energiesteuern zurück. Seit 1. Januar 2013 müssen sie hierfür den Nachweis eines betrieblichen Energiemanagements erbringen. Die Spitzenausgleich-Effizienzsystemverordnung konkretisiert die Anforderungen an dieses Umwelt- und Energiemanagement.
Die SpaEfV regelt folgende drei Sachverhalte:
- Anforderungen an alternative Systeme zur Verbesserung der Energieeffizienz
- Anforderungen an den Nachweis über den Beginn und den Abschluss der Einführung
- Befugnisse der im Energie- und Stromgesetz genannten Stellen zur Überwachung und Kontrolle (§ 1 SpaEfV)

Das Ministerium wollte mit dieser Verordnung eine Handhabe für kleine und mittlere Unternehmen (KMU) schaffen, die Anforderungen der ISO 50001-Norm an das betriebliche Energiemanagement zu erreichen. An dieser Stelle wird sich an die KMU-Definition der Europäischen Kommission orientiert. Die Verordnung unterscheidet zwischen Einführungsphase (2013 und 2014, § 5 SpaEfV) und Regelverfahren (ab 2015, § 4 SpaEfV).